# Jevgeni Novikov (voetballer)
Jevgeni Novikov (Narva, 28 juni 1980) is een profvoetballer uit Estland die voornamelijk als controlerende middenvelder speelt. Hij staat sinds 2011 onder contract bij Levadia Tallinn na eerder onder meer in Letland, Finland en Kazachstan te hebben gespeeld.

## Interlandcarrière
Novikov kwam in totaal dertien keer (twee doelpunten) uit voor de nationale ploeg van Estland in de periode 2001-2008. Onder leiding van de Nederlandse bondscoach Arno Pijpers maakte hij zijn debuut op 19 maart 2001 in de vriendschappelijke uitwedstrijd tegen Egypte (3-3). Hij viel in dat duel na 90 minuten in voor doelpuntenmaker Kristen Viikmäe.
| Interlanddoelpunten | Interlanddoelpunten | Interlanddoelpunten | Interlanddoelpunten | Interlanddoelpunten | Interlanddoelpunten | Interlanddoelpunten | Interlanddoelpunten |
| №                   | Datum               | Locatie             | Wedstrijd           | Goal(s)             | Score               | Uitslag             | Competitie          |
| ------------------- | ------------------- | ------------------- | ------------------- | ------------------- | ------------------- | ------------------- | ------------------- |
| 1                   | 15.08.2001          | Tallinn             | Estland – Cyprus    | 86'                 | 2 – 2               | 2 – 2               | WK-kwalificatie     |
| 2                   | 04.08.2008          | Tallinn             | Estland – Faeröer   | 75'                 | 4 – 3               | 4 – 3               | Oefeninterland      |

## Erelijst
FC Flora Tallinn
- Meistriliiga

2001, 2002